# Casa al carrer de la Font, 8 (Masarac)
La Casa al carrer de la Font, 8 és una masia del municipi de Masarac (Alt Empordà) que forma part de l'Inventari del Patrimoni Arquitectònic de Catalunya. És un edifici situat al bell mig del nucli urbà del veïnat de Vilarnadal, integrat al municipi de Masarac al qual pertany.

## Descripció
És una masia urbana aïllada amb jardí de planta rectangular, que en origen tenia la coberta de teula de dues vessants, tot i que actualment està esfondrada. Consta de planta baixa i pis. La façana principal, orientada a migdia, presenta dos portals d'accés a l'interior. El que està situat a l'extrem de ponent és d'arc de mig punt adovellat, amb els brancals bastits amb carreus desbastats i algunes refeccions amb maons. En canvi, el de llevant és rectangular i està bastit amb pedra desbastada, amb la part superior reformada. Al pis, damunt les obertures anteriors, hi ha dues finestres rectangulars, una bastida amb maons i l'altra feta en pedra desbastada i amb la llinda de fusta. La construcció està bastida amb pedra de diverses mides i còdols, disposats de forma regular i lligat amb abundant morter de calç.